# Блюменталь (село)
Блюмента́ль (рос. Блюменталь) — село у складі Біляєвського району Оренбурзької області, Росія.

## Населення
Населення — 250 осіб (2010; 325 у 2002).
Національний склад (станом на 2002 рік):
- росіяни — 36 %
- українці — 28 %